# Przewodniczący Parlamentu Jugosławii

## Chronologiczna lista

### Królestwo (1919-1939)
| # | Imię i Nazwisko    | Portret | Kadencja             | Kadencja             |
| # | Imię i Nazwisko    | Portret | Od                   | Do                   |
| - | ------------------ | ------- | -------------------- | -------------------- |
| 1 | Dragoljub Pavlović |         | 12 marca 1919        | 3 kwietnia 1920      |
| 2 | Stanojlo Vukcevic  |         | wrzesień 1920        | 28 listopada 1920    |
| 3 | Ivan Ribar         |         | 23 grudnia 1920      | 20 października 1922 |
| 4 | Edo Lukinić        |         | 20 października 1922 | 21 grudnia 1922      |
| 5 | Ljubomir Jovanović |         | 16 kwietnia 1923     | 10 listopada 1924    |
| 6 | Marko Trifković    |         | 26 marca 1925        | 15 czerwca 1927      |
| 7 | Ninko Perić        |         | 5 października 1927  | 19 października 1928 |
| 8 | Ilija Mihajlović   |         | 20 października 1928 | 6 stycznia 1929      |

### Zgromadzenie Narodowe (1931-1939)
| # | Imię i Nazwisko | Portret | Kadencja        | Kadencja             |
| # | Imię i Nazwisko | Portret | Od              | Do                   |
| - | --------------- | ------- | --------------- | -------------------- |
| 1 | Kosta Kumanudi  |         | 8 grudnia 1931  | 5 lutego 1935        |
| 2 | Stevan Ćirić    |         | 19 czerwca 1935 | 10 października 1938 |
| 3 | Milan Simonović |         | 16 lutego 1939  | 26 sierpnia 1939     |

### Senat (1931-1939)
| # | Imię i Nazwisko   | Portret | Kadencja             | Kadencja             |
| # | Imię i Nazwisko   | Portret | Od                   | Do                   |
| - | ----------------- | ------- | -------------------- | -------------------- |
| 1 | Ante Pavelić      |         | 15 stycznia 1932     | 19 października 1933 |
| 2 | Ljubomir Tomašić  |         | 20 października 1933 | 19 października 1936 |
| 3 | Želimir Mažuranić |         | 20 października 1936 | 10 października 1938 |
| 4 | Anton Korošec     |         | 16 stycznia 1939     | 26 sierpnia 1939     |

### Federacyjna Ludowa Republika Jugosławii/Socjalistyczna Federacyjna Republika Jugosławii (1945-1992)
| #    | Imię i Nazwisko             | Portret | Kadencja          | Kadencja          | Partia polityczna | Partia polityczna |
| #    | Imię i Nazwisko             | Portret | Od                | Do                | Partia polityczna | Partia polityczna |
| ---- | --------------------------- | ------- | ----------------- | ----------------- | ----------------- | ----------------- |
| 1    | Ivan Ribar                  |         | 29 listopada 1943 | 5 marca 1945      |                   | KPJ               |
| 2    | Lazar Sokolov               |         | 5 marca 1945      | 29 listopada 1945 |                   | KPJ               |
| 3    | Vladimir Simić              |         | 29 listopada 1945 | 25 grudnia 1953   |                   | KPJ/SKJ           |
| 4    | Milovan Đilas               |         | 25 grudnia 1953   | 13 stycznia 1954  |                   | SKJ               |
| 5    | Moša Pijade                 |         | 28 stycznia 1954  | 15 marca 1957†    |                   | SKJ               |
| 6    | Petar Stambolić (1912–2007) |         | 26 marca 1957     | 29 czerwca 1963   |                   | SKJ               |
| 7    | Edvard Kardelj              |         | 29 czerwca 1963   | 16 maja 1967      |                   | SKJ               |
| 8    | Milentije Popović           |         | 16 maja 1967      | 8 maja 1971†      |                   | SKJ               |
| 9    | Mijalko Todorović           |         | 29 maja 1971      | 15 maja 1974      |                   | SKJ               |
| 10   | Kiro Gligorov               |         | 15 maja 1974      | 15 maja 1978      |                   | SKJ               |
| 11   | Dragoslav Marković          |         | 15 maja 1978      | 14 maja 1982      |                   | SKJ               |
| 12   | Raif Dizdarević             |         | 15 maja 1982      | 13 maja 1983      |                   | SKJ               |
| 13   | Vojo Srzentić               |         | 13 maja 1983      | 15 maja 1984      |                   | SKJ               |
| 14   | Dušan Alimpić               |         | 15 maja 1984      | 15 maja 1985      |                   | SKJ               |
| 15   | Ilaz Kurteshi               |         | 15 maja 1985      | 15 maja 1986      |                   | SKJ               |
| 16   | Ivo Vrandečić               |         | 15 maja 1986      | 15 lipca 1987     |                   | SKJ               |
| 17   | Marjan Rožič                |         | 15 lipca 1987     | 15 maja 1988      |                   | SKJ               |
| 18   | Dušan Popovski              |         | 15 maja 1988      | 15 maja 1989      |                   | SKJ               |
| 19   | Slobodan Gligorijević       |         | 15 maja 1989      | 11 czerwca 1992   |                   | SKJ(1990)         |
| (19) | Slobodan Gligorijević       |         | 15 maja 1989      | 11 czerwca 1992   | SPS (1990)        |                   |

### Izba Obywatelska
- tymczasowo

| # | Imię i Nazwisko     | Portret | Kadencja             | Kadencja            | Partia polityczna | Partia polityczna |
| # | Imię i Nazwisko     | Portret | Od                   | Do                  | Partia polityczna | Partia polityczna |
| - | ------------------- | ------- | -------------------- | ------------------- | ----------------- | ----------------- |
| 1 | Jugoslav Kostić     |         | 11 czerwca 1992      | 3 lutego 1993       |                   | SPS               |
| 2 | Radoman Božović     |         | 3 lutego 1993        | 10 grudnia 1996     |                   | SPS               |
| 3 | Milomir Minić       |         | 10 grudnia 1996      | 7 października 2000 |                   | SPS               |
| — | Milorad Marković    |         | 24 października 2000 | 3 listopada 2000    |                   | SNP               |
| 4 | Dragoljub Mićunović |         | 3 listopada 2000     | 3 marca 2003        |                   | DC                |

### Izba Republik
- tymczasowo

| # | Imię i Nazwisko    | Portret | Kadencja        | Kadencja     | Partia polityczna | Partia polityczna |
| # | Imię i Nazwisko    | Portret | Od              | Do           | Partia polityczna | Partia polityczna |
| - | ------------------ | ------- | --------------- | ------------ | ----------------- | ----------------- |
| 1 | Miloš Radulović    |         | 11 czerwca 1992 | 1996         |                   | DPS               |
| — | Radmilo Bogdanović |         | 1996            | 1996         |                   | SPS               |
| 3 | Srđa Božović       |         | 1996            | 3 marca 2003 |                   | DPS               |
| 3 | Srđa Božović       | SNP     | 1996            | 3 marca 2003 |                   |                   |

### Zgromadzenie Narodowe
- tymczasowo

| # | Imię i Nazwisko     | Portret | Kadencja      | Kadencja       | Partia polityczna | Partia polityczna |
| # | Imię i Nazwisko     | Portret | Od            | Do             | Partia polityczna | Partia polityczna |
| - | ------------------- | ------- | ------------- | -------------- | ----------------- | ----------------- |
| 1 | Dragoljub Mićunović |         | 3 marca 2003  | 4 marca 2004   |                   | DC                |
| — | Milorad Drljević    |         | 4 marca 2004  | 26 marca 2004  |                   | DPS               |
| 2 | Zoran Šami          |         | 26 marca 2004 | 3 czerwca 2006 |                   | DSS               |